# TGI
Transporte Internacional de Gas S.A. E.S.P. es una empresa distribuidora del mercado del gas natural residencial por tuberías en Colombia y Perú
Es la empresa más grande de transporte de gas en Colombia con una participación del 51,6% del mercado, cuenta con una red de 4033 kilómetros de gasoductos que transportaron 484,2 millones de pies cúbicos por día de gas en 2023.

## Historia
En 1992, mediante el documento CONPES #2571 de 1991, se planteo la creación de una empresa que se dedicara al transporte de gas natural en el interior de país, el CONPES #2646 del 18 de marzo de 1993 dio la responsabilidad a Ecopetrol de construir la infraestructura con asociación de la iniciativa privada. Este proceso duró entre 1993 y 1997.
El 20 de agosto de 1997, el Congreso Nacional mediante la Ley 401, creo la empresa Ecogas, todos los activos gasíferos de Ecopetrol pasaron a la nueva empresa, en 2006 la nación vendió la empresa al Grupo Energía Bogotá quien constituyo la empresa TGI en  16 de febrero de 2007.

## Operación en Perú
En Perú inicio operaciones en 2008 bajo la denominación de Transportadora de Gas Internacional del Perú, que luego cambio su denominación a; Contugas que opera el negocio de la distribución de gas en el departamento de Ica.